# 세레나 로시
세레나 로시(Serena Rossi, 1985년 8월 31일 ~ )는 이탈리아의 배우이다.